# 27 Еутерпа
27 Еутерпа (лат. 27 Euterpe) је астероид главног астероидног појаса са средњом удаљеношћу од Сунца која износи 2,346 астрономских јединица (АЈ).
Апсолутна магнитуда астероида је 7,0 а геометријски албедо 0,162.